# Kiss-Eperjessy Anna
Kiss-Eperjessy Anna (Dés, 1906. szeptember 20. – Marosvásárhely, 1990. szeptember 30.) vegyész, biokémiai szakíró. Kiss Árpád felesége.

## Életútja
Középiskoláit szülővárosában az Andrei Mureșanu Líceumban kezdte, a kolozsvári Marianumban érettségizett (1927). Az I. Ferdinand-Egyetem és a Iași-i Mihăileana Egyetem elvégzése után vegyészi és fizika-kémia szakos tanári oklevelet szerzett (1937). Előbb Désen tanár, majd a kolozsvári VI-HOR gyógyszergyár vegyésze, 1940-től a Kolozsvári Magyar Királyi Ferenc József Tudományegyetem orvoskémiai tanszékén tanársegéd, majd adjunktus, a kémiai tudományok doktora (1944). Pályáját a Bolyai Tudományegyetem orvoskémiai és biokémiai tanszékén folytatta, 1948-tól a Marosvásárhelyi Orvosi és Gyógyszerészeti Egyetem (OGYI) kémiai tanszékén előadótanár, 1952-től a biokémiai tanszék vezetője. Nyugdíjazása után az Akadémiai Kutató Bázis biokémiai osztályvezetője (1967–77).
Első közlése a Hoppe-Seyler's Zeitschrift für Physiologische Chemie hasábjain jelent meg (1942). Foglalkozott a zsírok oxidációjával, a sejtek légzési anyagcseréjével, a kísérletes encephalopathia kérdésével; férjével együtt új rákellenes anyagot állított elő és szabadalmaztatott. Biokémiai tanulmányait román, magyar és német szakfolyóiratok közölték, köztük az Erdélyi Múzeum-Egyesület (EME) Orvostudományi Szakosztályának Értesítője, Orvosi Szemle, Revista Medicală, Magyar Onkológia, Studii și Cercetări de Neurologie, Die Naturwissenschaften.
Jelentős a szerepe a Farmacopeea Română (VI. és VIII.) kidolgozásában; orvoskémiai (1947), általános és anorganikus kémiai (1950–52), magyar (1962) és román biokémiai (1963–64) tárgyú egyetemi jegyzetek szerzője, az I. Manta-féle Biochimie Medicală (1961) társszerzője.